# 就是在這裡
《就是在這裡》（日语：ここにいたこと）是日本偶像組合AKB48的第四張專輯、與第一張錄音室專輯，由國王唱片於2011年6月8日發行。專輯同時收錄四首單曲，分別是《馬尾與髮圈》、《無限重播》、《Beginner》和《機會的順序》。

## 概要
專輯受到東日本大震災的影響，取消了原定在2011年3月25日至3月27日於橫濱體育館舉行的演唱會中發表，發售日期從4月6日推遲至6月8日。
專輯是AKB48首張原創專輯，分為限量版、普通版和劇場版，限量版將附送由蜷川實花拍攝的100頁寫真集、一張寫真相和AKB48特殊禮物抽獎券，劇場版則附有握手會和寫真會的參與券，以及一張寫真相。《Overtake》成為東京電視台有關2011年世界乒乓球錦標賽節目的主題曲，《少女們》（少女たちよ）則是電影《DOCUMENTARY of AKB48 to be continued「10年後，少女們對自己有什麼想法？」》（DOCUMENTARY of AKB48 to be continued「10年後、少女たちは今の自分に何を思うのだろう?」）的主題曲，並在《MUSIC STATION》上演唱，《我能做的事》（僕にできること）則被日本紅十字會採用作為廣告歌。專輯部分收益會用作支援東日本地震災民。
海外宣傳方面，負責在台灣發行此專輯的金牌大風，斥資設置20部移動式大型廣告公車在全台北市遊走。

## 歌曲列表
| 曲序     | 曲目                                                                                       | 词曲                    | 編曲       | 时长    |
| -------- | ------------------------------------------------------------------------------------------ | ----------------------- | ---------- | ------- |
| 1.       | 《少女們》                                                                                 | 秋元康和小網準          | 野中雄一   | 4:31    |
| 2.       | 《Overtake》（Team A）                                                                     | 秋元康和柴田尚          | 丸山真由子 | 4:42    |
| 3.       | 《我能做的事》（Team K）                                                                   | 秋元康和SOHO            | 野中雄一   | 4:08    |
| 4.       | 《戀愛馬戲團》（恋愛サーカス）（Team B）                                                               | 秋元康和真崎修          | 真崎修     | 3:35    |
| 5.       | 《風的去向》（風の行方）（倉持明日香、指原莉乃、高橋みなみ、大島優子、峯岸みなみ和柏木由紀）       | 秋元康和島崎貴光        | 島崎貴光   | 5:05    |
| 6.       | 《任性的收藏品》（わがままコレクション）（多田愛佳、前田亞美、小森美果、佐藤すみれ、渡邊麻友和松井珠理奈）     | 秋元康和島崎貴光        | 島崎貴光   | 4:53    |
| 7.       | 《人魚假期》（人魚のバカンス）（高城亞樹、仁藤萌乃、橫山由依、河西智美、北原里英、佐藤亞美菜和增田有華） | 秋元康和上田起士        | 上田起士   | 3:58    |
| 8.       | 《你和我的關係》（君と僕の関係）（前田敦子和板野友美）                                                 | 秋元康、DR. OWL和RAY. M | RAY. M     | 2:59    |
| 9.       | 《適可而止的建議》（イイカゲンのススメ）（片山陽加、小嶋陽菜、篠田麻里子、秋元才加、宮澤佐江和松井玲奈）     | 秋元康和渡邊翔          | 生田真心   | 4:29    |
| 10.      | 《High school days》（Team 研究生）                                                        | 秋元康和鳥海剛史        | 清水武仁   | 4:34    |
| 11.      | 《推Team B》（チームB推し）（Team B）                                                                 | 秋元康和吉野貴雄        | 武藤星兒   | 4:26    |
| 12.      | 《機會的順序》                                                                             | 秋元康和小西裕子        | 生田真心   | 4:17    |
| 13.      | 《Beginner》                                                                               | 秋元康和井上義正        | 井上義正   | 3:57    |
| 14.      | 《馬尾與髮圈》                                                                             | 秋元康和多田慎也        | 生田真心   | 4:29    |
| 15.      | 《無限重播》                                                                               | 秋元康和山崎燿          | 田中裕介   | 4:40    |
| 16.      | 《就是在這裡》（AKB48、SKE48、SDN48和NMB48）                                               | 秋元康和KIS             | 樫原伸彥   | 4:11    |
| 总时长： | 总时长：                                                                                   | 总时长：                | 总时长：   | 1:09:04 |

## 反應
專輯發售當天賣出32.1萬張，成為Oricon公信榜每日專輯排行第一位，後來以60.2萬的銷量成為Oricon週榜冠軍，打破早安少女組。在2000年3月創下的女子組合首週最高銷量的紀錄。專輯亦在Oricon2011年上半年度銷量排名位列第二，並且獲選為日本娛樂新聞第三位。

## 外部連結
- 日文官方網頁（KING RECORDS）（日語）
  - 初回限定盤 （页面存档备份，存于）
  - 通常盤 （页面存档备份，存于）